# Championnat de France de hockey sur glace 1952-1953
Saison précédente Saison suivante
La saison 1952-1953 est la 32e saison du championnat de France de hockey sur glace qui porte le nom de 1re série.

## Résultats

### Finale nationale
Disputée du 9 au 11 janvier 1953 à Briançon

#### Matchs
- PUC 13-3 CO Billancourt
- Chamonix 2-0 Briançon
- Chamonix 6-1 CO Billancourt
- Briançon 4-5 PUC
- Briançon 13-5 CO Billancourt
- Chamonix 3-3 PUC

#### Classement
| Place | Club           | Points | Diff |
| ----- | -------------- | ------ | ---- |
| 1er   | PUC            | 5      | +11  |
| 2e    | Chamonix       | 5      | +7   |
| 3e    | Briançon       | 2      |      |
| 4e    | CO Billancourt | 0      |      |

## Bilan
Le Paris Université Club est champion de France.